# Vlajka Cuzca

Vlajka Cuzca
Poměr stran: 4:7

Vlajka Cuzca, peruánského města ale i regionu, je tzv. duhová vlajka – je tvořena listem (zřejmě o poměru stran 4:7) se sedmi vodorovnými pruhy v barvách: červená, oranžová, žlutá, zelená, azurová, modrá a fialová.
Vlajka je inspirována wiphalou, čtvercovým duhovým znakem který je používán jako vlajka reprezentující některé původní národy And, které zahrnují dnešní Peru, Bolívii, Chile, Ekvádor, severozápad  Argentiny a jižní Kolumbii. Wiphala je od roku 2009 v Bolívii, vedle tradiční vlajky, státním symbolem (více viz Bolivijská vlajka).

## Historie
První vlajka Cuzca, tvořená šarlatovým listem s uprostřed umístěným znakem, byla městu udělena již za španělských časů v roce 1540.
Vlajka Cuzca se sedmi pruhy byla přijata 9. června 1978 (16 dní před prvním použitím duhové vlajky na Gay Pride v San Franciscu, 25. června). Autorem vlajky byl již v roce 1973 Raúl Montesinos Espejo, který ji představil při 25. výročí místní rozhlasové stanice Radio Rural. Vlajka byla jíž od prvního desetiletí 20. století mylně spojována s Inckou říší.

Vlajka Cuzca (1540/1821–1978)
Vlajka Cuzca (1978–2021) Poměr stran: 4:7

4. června 2021 bylo do středu vlajky přidáno zlaté slunce prezidenta Echeniqueho (španělsky Sol de Echenique), zlatý objekt, který dostal prezident při návštěvě Cuzca při své návštěvě v roce 1853. Toto slunce je od roku 1986 znakem města (i regionu). Zlatá, kruhová destička byla v Peru v roce 2021 (po návrácení z USA) prohlášena kulturním dědictvím národa.

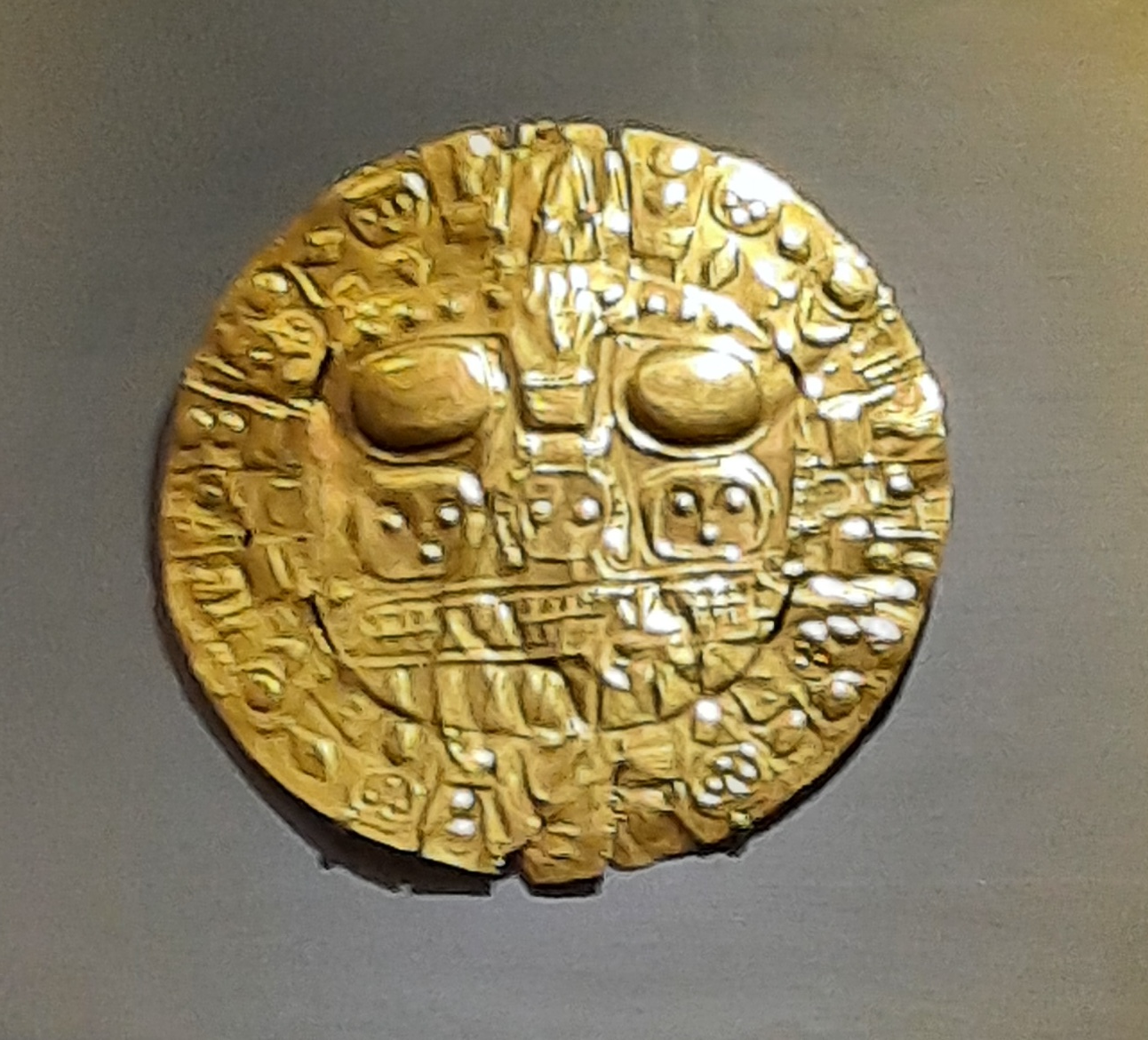
Zlaté slunce prezidenta Echeniqueho